# Union des étudiants kurdes de France
L'Union des étudiants kurdes de France (UEKF) est une organisation étudiante fondée en 2010.

## Histoire
A la rentrée scolaire 2010, l'association de la jeunesse kurde Arjîn forme une commission étudiante composée de 4 personnes. Quelques semaines plus tard, le 18 décembre 2010, cette commission organise la 1re assemblée des étudiants kurdes de France dans un quartier du centre de Paris. 

## Organisation

### Les comités
Les comités de l'UEKF agissent au niveau local directement au sein des principales universités. Chaque comité est représenté par un ou plusieurs responsables. 
En dehors des principales universités, il y a un comité à l'INALCO (Institut national des langues et civilisations orientales).

### Le comité de coordination (CC)
Celui-ci comprend les responsables des comités locaux ainsi que les responsables de commissions. Son rôle consiste à faire le lien entre les associations étudiantes (comités locaux) présentes dans les différentes universités et les différentes commissions, et à assurer la cohésion et la cohérence du mouvement.

### Le comité exécutif (CE)
Les membres du comité exécutif sont élus lors du Congrès de l'UEKF qui se déroule tous les ans.
Le Comité exécutif est chargé de veiller au bon fonctionnement organisationnel et a pour rôle de faire le lien avec les différentes instances extérieures.

## Affiliation
L'UEKF fait partie de l'Union des étudiants du Kurdistan (YXK - Yekîtiya Xwendekarên Kurdistan).